# WF-сеть
WF-сеть (англ. workflow net, также — сеть потоков работ) — вид сети Петри, введённый Вилом ван дер Аальстом для моделирования систем потоков работ.
Сеть Петри {\displaystyle PN=(P,T,F)} называется сетью потоков работ (WF-сетью), если выполняются следующие условия:
- существует только одна исходная позиция {\displaystyle i}, такая что отсутствуют переходы входящие в {\displaystyle i};
- существует только одна конечная позиция {\displaystyle o}, такая что отсутствуют переходы выходящие из {\displaystyle o};
- каждый узел данной сети расположен на пути от {\displaystyle i} к {\displaystyle o}.

WF-сети используются для проверки графов потоков работ на наличие таких структурных конфликтов, как «тупики» (англ. deadlocks) и «недостатки синхронизации» (англ. lack of synchronization). Структурные конфликты отсутствуют, если WF-сеть является бездефектной.
Свойство бездефектности или правильной завершаемости соответствует следующим требованиям:
- конечная позиция {\displaystyle o} достижима при любой последовательности переходов от позиции {\displaystyle i};
- WF-сеть не содержит лишних переходов (которые никогда не будут выполнены);
- при достижении конечной позиции данной сети не должно оставаться фишек в промежуточных позициях.

Свойство бездефектности соответствует двум хорошо известным свойствам сетей Петри: живости и ограниченности.